# Josef Schillinger
Joseph Schillinger (21 janvier 1908 à Vieux-Brisach - 23 octobre 1943 à Auschwitz) est un SS-Oberscharführer allemand ayant servi dans le camp de concentration d'Auschwitz.

## Carrière
Déployé dans les camps de concentration nazis, il occupa différents postes dont Rapportführer, chef d’équipe de travail au camp annexe de Chełmek et chef de cuisine à Birkenau. Il était l’un de ceux qui conduisaient les Juifs à leur arrivée, après la sélection, de la rampe à la chambre à gaz. Il était considéré comme particulièrement sadique, même par les SS eux-mêmes. Il est mort des blessures causées par Franciszka Mann, qui s’est rebellée dans la salle de déshabillage fin octobre 1943 (événement relaté par plusieurs anciens membres de Sonderkommando survivants, dont Shlomo Dragon, et dans les manuscrits contemporains de Zalmen Gradowski). Elle blessera également le SS-Unterscharführer Wilhelm Emmerich à la jambe avant d'être abattue.